# Pluricontinentalisme

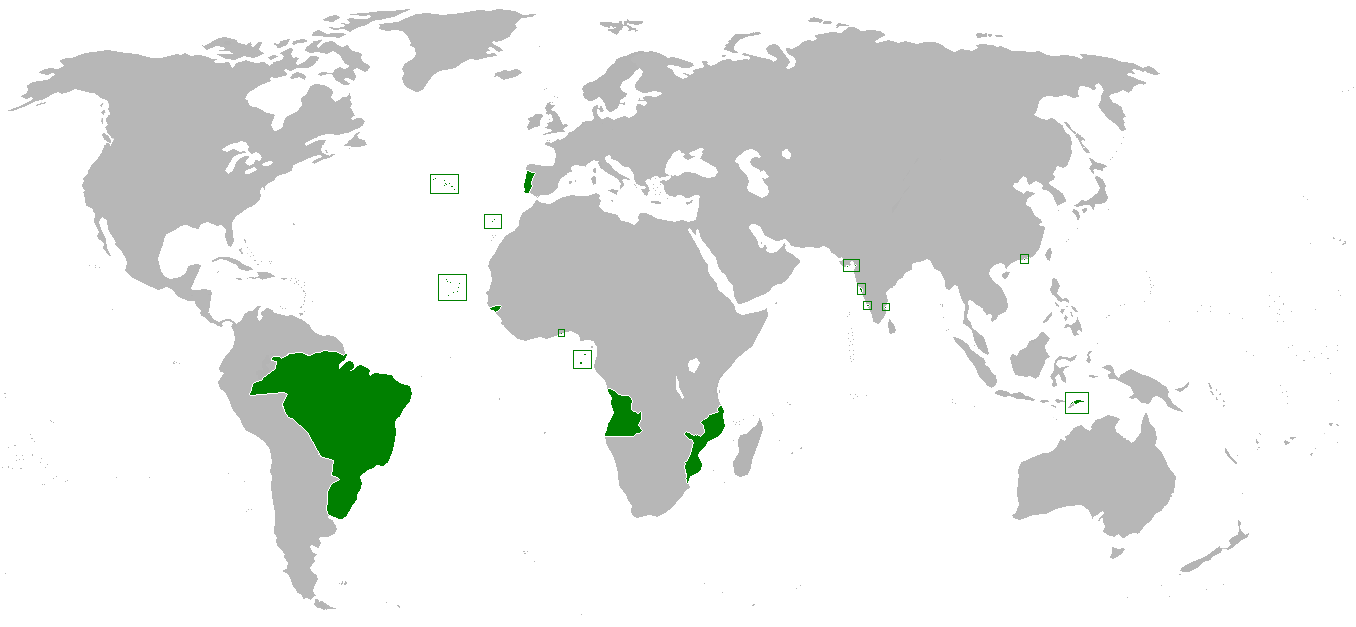
Empire portugais en 1800

Le pluricontinentalisme (en portugais : Pluricontinentalismo) est un concept géopolitique disant que le Portugal est un État-nation s'étirant sur plusieurs continents. Prenant ses origines au XIVe siècle, le pluricontinentalisme eut le soutien officiel du régime de l'Estado Novo.

## Concept
Il s'agissait de l'idée que le Portugal n'était pas un empire colonial (Empire portugais), mais un seul et unique État-nation réparti à travers les continents (d'où son nom),.

## Histoire
Le Portugal fut pour la première fois un pays pluricontinental sous le règne de Marie Ire de Portugal, avec la création du Royaume uni de Portugal, du Brésil et des Algarves.

## Personnalités associées au Pluricontinentalisme
- António Vieira
- Luís da Cunha (en)
- Marie Ire de Portugal
- Jean VI de Portugal
- Pierre Ier du Brésil
- António de Oliveira Salazar